# MEO Rip Curl Pro Portugal
A MEO Rip Curl Pro Portugal, anteriormente conhecido como Moche Rip Curl Pro Portugal ou o Rip Curl Pro Portugal é uma competição profissional de surfe da Liga Mundial de Surfe (WSL), realizada todos os anos no mês de outubro na praia de Supertubos, em Peniche, Portugal. O evento foi o primeiro fundado em 2009 como a Rip Curl Search Portugal.
Em 2016, devido à falta de condições de surf na praia em Supertubos, a organização WSL explorou outras possibilidades na península e mudou-se de forma temporária ao Ponto Fabril, entre Almagreira e Pico da Mota, onde as ondas estavam grandes e ocas, proporcionando um bom espetáculo para os espectadores. A 5ª rodada do evento foi feito lá, então as boas condições em Supertubos voltaram, e a competição voltou à sua normalidade.

## Nomenclatura
Desde o nascimento da competição ela teve 4 nomes diferentes.
| Nome                        | Anos          |
| --------------------------- | ------------- |
| A Rip Curl Search           | 2009          |
| Rip Curl Pro Portugal       | 2010-2013     |
| Moche Rip Curl Pro Portugal | 2014-2015     |
| MEO Rip Curl Pro Portugal   | 2016–presente |

## Vencedores
O MEO Rip Curl Pro Portugal, evento dá nascimento a um novo campeão a cada ano. Os últimos campeões do campeonato estão localizados abaixo.
| Terminou a temporada como campeão do mundo |

| Homens |                          |       |                      |       |
| Ano    | Vencedor                 | Pont. | 2º lugar             | Pont. |
| 2009   | Mick Fanning (AUS)       | 12.67 | Bede Durbidge (AUS)  | 9.87  |
| 2010   | Kelly Slater (USA)       | 13.33 | Jordy Smith (ZAF)    | 11.43 |
| 2011   | Adriano de Souza (BRA)   | 15.67 | Kelly Slater (USA)   | 14.73 |
| 2012   | Julian Wilson (AUS)      | 16.26 | Gabriel Medina (BRA) | 15.37 |
| 2013   | Kai Otton (AUS)          | 12.23 | Nat Young (USA)      | 11.03 |
| 2014   | Mick Fanning (AUS) [2]   | 15.50 | Jordy Smith (ZAF)    | 7.67  |
| 2015   | Filipe Toledo (BRA)      | 17.83 | Ítalo Ferreira (BRA) | 17.13 |
| 2016   | John John Florence (HAW) | 16.67 | Conner Coffin (USA)  | 9.93  |
| 2017   | Gabriel Medina (BRA)     | 13.26 | Julian Wilson (AUS)  | 10.94 |
| 2018   | Ítalo Ferreira (BRA)     | 13.26 | Joan Duru (BRA)      | 10.94 |
| 2022   | Griffin Colapinto (EUA)  | 14.34 | Filipe Toledo (BRA)  | 14.20 |
| 2023   | João Chianca (BRA)       | 17.57 | Jack Robinson (AUS)  | 15.14 |
| 2024   | Griffin Colapinto (EUA)  | 17.74 | Ethan Ewing (AUS)    | 11.13 |
| 2025   | Yago Dora (BRA)          | 13.37 | Italo Ferreira (BRA) | 12.43 |

| Mulheres |                       |       |                         |       |
| Ano      | Vencedor              | Pont. | 2º lugar                | Pont. |
| 2009     | Coco Ho (HAW)         | 15.83 | Chelsea Hedges (AUS)    | 9.37  |
| 2010     | Carissa Moore (HAW)   | 17.44 | Stephanie Gilmore (AUS) | 8.60  |
| 2019     | Caroline Marks (EUA)  | 17.44 | Lakey Peterson (EUA)    | 8.60  |
| 2023     | Caitlin Simmers (EUA) | 13.50 | Courtney Conlogue (EUA) | 12.83 |
| 2024     | Johanne Defay (FRA)   | 10.83 | Tyler Wright (AUS)      | 5.50  |
| 2025     | Caroline Marks (EUA)  | 7.90  | Gabriela Bryan (HAW)    | 6.97  |